# (13368) Wlodekofman
(13368) Wlodekofman est un astéroïde de la ceinture principale.

## Description
(13368) Wlodekofman est un astéroïde de la ceinture principale. Il fut découvert le 18 octobre 1998 à la station Anderson Mesa par le programme LONEOS. Il présente une orbite caractérisée par un demi-grand axe de 2,95 UA, une excentricité de 0,08 et une inclinaison de 2,8° par rapport à l'écliptique.

## Compléments